# Franck Jalleau
 (avril 2024).
Si vous disposez d'ouvrages ou d'articles de référence ou si vous connaissez des sites web de qualité traitant du thème abordé ici, merci de compléter l'article en donnant les références utiles à sa vérifiabilité et en les liant à la section « Notes et références ».
 (juillet 2024).
Franck Jalleau, né le 18 octobre 1962 à Niort et mort le 13 avril 2025 à Paris, est un créateur de caractères français.

## Biographie
Franck Jalleau étudie la création de caractères au Scriptorium de Toulouse (lors de sa réouverture en 1982 sous la direction de Bernard Arin) dans le cadre de son cursus à l’école des beaux-arts de Toulouse.  En 1985, après l’obtention du Diplôme national de Communication, il intègre l'Atelier national de création typographique, situé alors dans les locaux de l'Imprimerie nationale, où il poursuit son apprentissage avec Ladislas Mandel. Il travaille ensuite[Quand ?] aux côtés de José Mendoza y Almeida.
À l’Imprimerie nationale, il a pour mission de numériser l’ensemble des caractères historiques. 
Il devient le seul dessinateur de caractères de l'Imprimerie nationale. Il est, entre autres, le concepteur des caractères du Code général des impôts.
Il enseigne la typographie à l’École supérieure Estienne et continue de dessiner des caractères à l’Imprimerie nationale. Il crée en 1987 le caractère Wresinski, du nom du fondateur d'ATD Quart Monde, avec lequel il grave seul la dalle à l'honneur des victimes de la misère inaugurée sur le parvis des Droits-de-l'Homme, le 17 octobre 1987 place du Trocadéro à Paris, et dont la réplique est commandée en 1996 par les Nations unies à l'occasion de l'Année internationale pour l'élimination de la pauvreté. Il réalise également une réplique inaugurée en octobre 2000 à Rome, sur le parvis de la basilique Saint-Jean-de-Latran.
Parallèlement, il conçoit plusieurs caractères typographiques pour la société Agfa, les Éditions Magnard et la Société française de production.
Franck Jalleau meurt le 13 avril 2025.

## Caractères
- Arin (1986)
- Wresinski (1987), portant le nom du père Joseph Wresinski
- Virgile (1991)
- Oxalis (1995)
- Scripto (1996), avec Michel Derre
- Francesco (1998)
- Scripto (1998-2013)
- Brive (2002), pour la ville de Brive (Corrèze)
- Francesco (2010)

### Numérisations exclusives à l’Imprimerie nationale
- Identité (1988)
- Mallarmé (1989)
- Perrin (1990)
- Garamont (1990)
- Grandjean (1995)
- Romain du Roi[Quand ?]
- Jalleau (1995)
- Passeport 1 (1998)
- Giorgio-Roma[Quand ?]
- Didot Millimétrique (2001)
- Grec du Roi (2003)
- Marcellin Legrand (2004)
- Tiffinaghe (2005)
- Gauthier (2006)
- Luce (2006)
- Passeport 2 (2006)